# Tupua Leupena
Sir Tupua Leupena (ur. 2 czerwca 1922, zm. 24 listopada 1996) – polityk z Tuvalu, drugi gubernator generalny – reprezentant królowej Elżbiety II od czasu uzyskania przez kraj niepodległości. Urząd swój pełnił od 1 marca 1986 do 1 października 1990 roku.